# Râul Ulmușor
Râul Ulmușor or Pârâul Sărat este un curs de apă, afluent al Râmnicului Sărat. 